# Mościska Duże
Mościska Duże – wieś sołecka w Polsce położona w województwie świętokrzyskim, w powiecie koneckim, w gminie Radoszyce.
W latach 1975–1998 miejscowość administracyjnie należała do województwa kieleckiego.
Przez wieś przechodzi  niebieski szlak turystyczny z miejscowości Pogorzałe do Kuźniaków.
Wierni Kościoła rzymskokatolickiego należą do parafii Świętych Apostołów Piotra i Pawła w Radoszycach.

## Części wsi
| SIMC    | Nazwa    | Rodzaj    |
| ------- | -------- | --------- |
| 1017942 | Pod Górą | część wsi |
| 1018025 | Zabród   | część wsi |

## Historia
Mościska w wieku XIX – wieś w powiecie koneckim, gminie Grodzisko, parafii Radoszyce, odległe 19 wiorst od Końskich.

1827 r. wieś rządowa, 19 domów 138 mieszkańców. 

1883  było tu 46 domów, 290 mieszkańców, 507 mórg ziemi włościańskiej i 1 morga rządowa 
Według spisu powszechnego z roku 1921 Mościska (bez podziału na Duże i Małe) posiadały 69 domów i 372 mieszkańców'